# 伊特拉斯坎文明
伊特鲁里亚文明（Etruscan civilization）是伊特鲁里亚地區（今意大利半島及科西嘉島）於公元前12世紀至前6世紀所發展出來的文明，其活動範圍為亚平宁半岛中北部。

## 起源

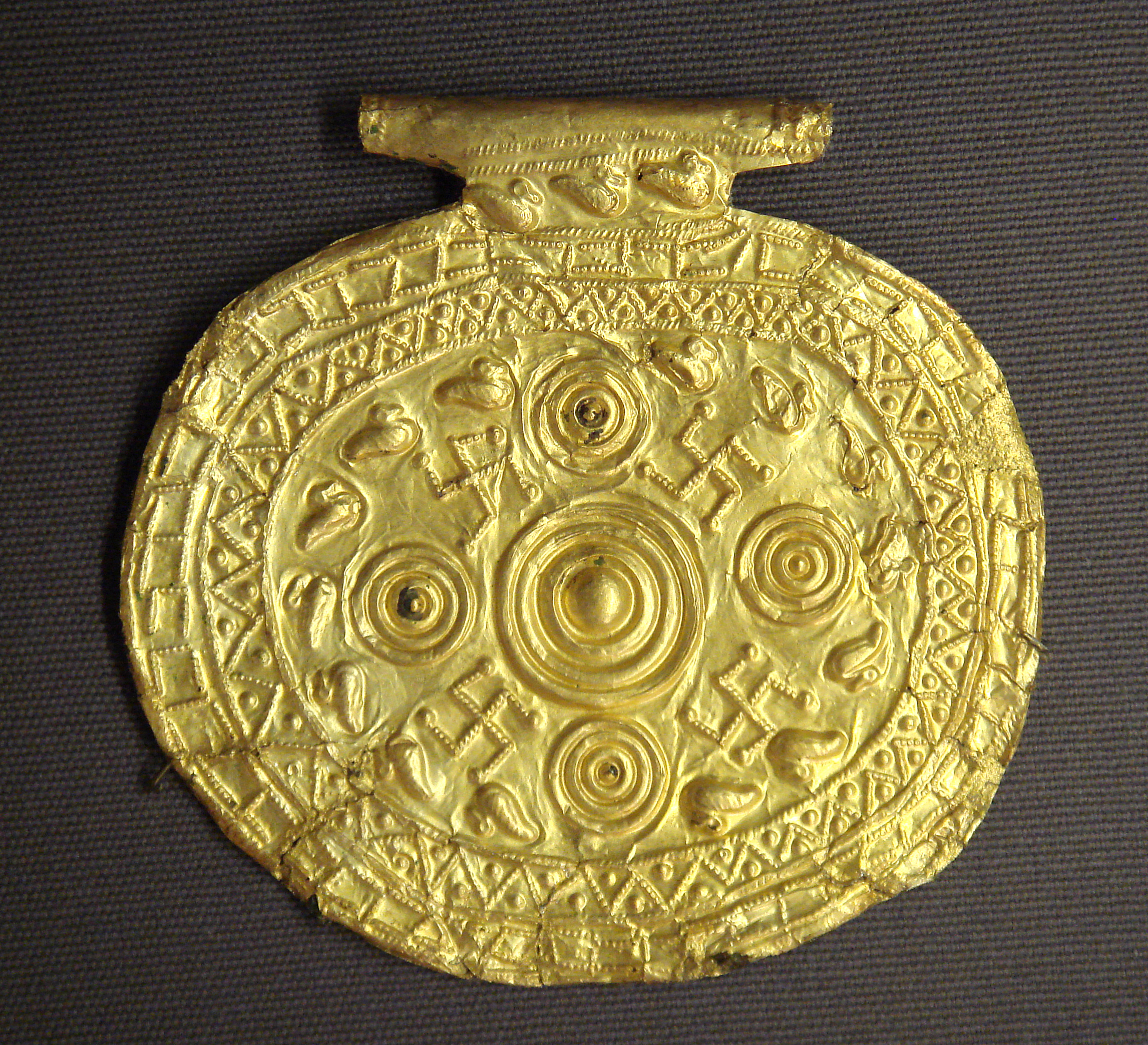
伊特拉斯坎垂飾上面的卐字符（公元前700-650年，發現於義大利博爾塞納，現藏於法國卢浮宫）

迄今为止，考古学界和历史学界都没有明确证实伊特鲁里亚人起源于何处。他们没有留下任何文学、宗教和哲学。根据2013年的一份线粒体DNA研究，伊特鲁里亚人可能是地中海地区的原住民。

## 傳說和歷史

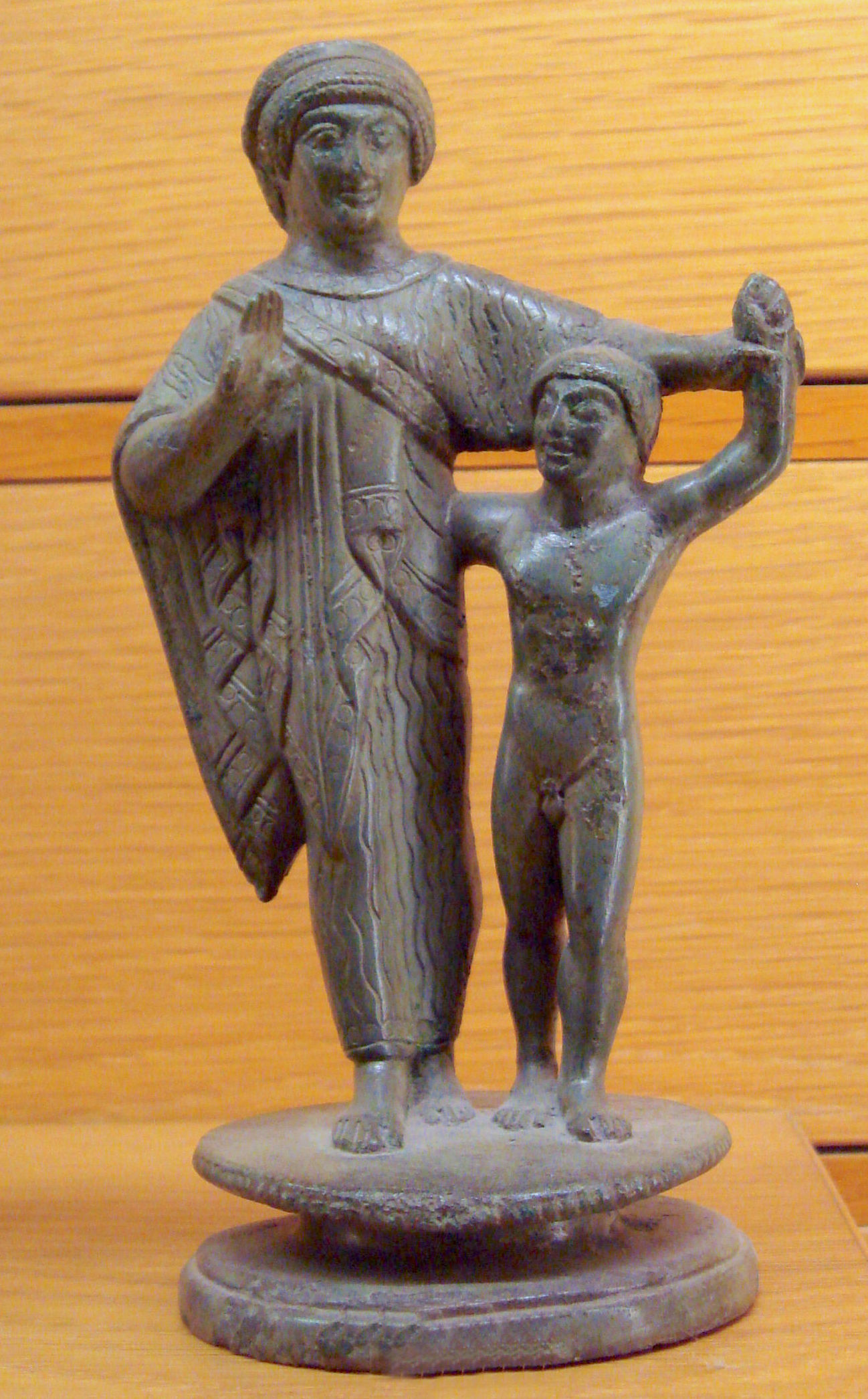
西元前500-450年，一對伊特鲁里亚家庭的母子。

伊特鲁里亚人早在前8世纪就到达了台伯河流域的北部地区，前500年左右又扩展到南部的坎帕尼亚和北部的波河流域。
伊特鲁里亚人在半岛上建立起兴盛先进的文明，於公元前6世紀達至巔峰，在习俗，文化和建筑等诸多方面对古罗马文明产生了深远的影响，但其最终在罗马共和国时期被罗马完全同化。
早期罗马（王政时代）曾长期被伊特鲁里亚人所主导。公元前616年—前509年，罗马先后有三位来自伊特鲁里亚的国王。

## 文化

### 宗教
伊特拉斯坎的信仰系统是内在的多神信仰；也就是说，人们认为所有可观测自然现象都是神力的表现形式，这种力量由不同的、可持续作用于人类世界的神明分别掌管，也能够劝阻或说服以支持人类活动。两位发起者向伊特拉斯坎人展现了理解神明意愿和表现的方式：Tages——一个生于耕地并立刻获得预知能力的孩子般的人物，和Vegoia——一位女性。他们的教导记载于一系列的圣书中。在伊特拉斯坎广泛的艺术主题中，神明的三个层级较为显著。其中一个似乎是具有土著性质的神明： Catha与Usil，太阳；Tivr，月亮；Selvans，公民之神；Turan，爱情女神；Laran，战神；Leinth，死亡女神；Maris；Thalna；Turms；还有一直深受欢迎的Fufluns——它的名字某种程度上与Populonia城以及SPQR，很可能也与人民之神有关。
统治这群较低层次神明的是看起来反映着原始印欧宗教体系的高层次神明：Tin（或提尼亞），天神；Uni（茱諾）与Cel，大地女神。此外，一些希腊和罗马的神明也包含于伊特拉斯坎神明体系中：Aritimi（阿耳忒弥斯），Menrva（弥涅耳瓦）， Pacha（狄俄倪索斯）。荷马史诗中出现的希腊英雄也在艺术主题中广泛出现。

### 语言

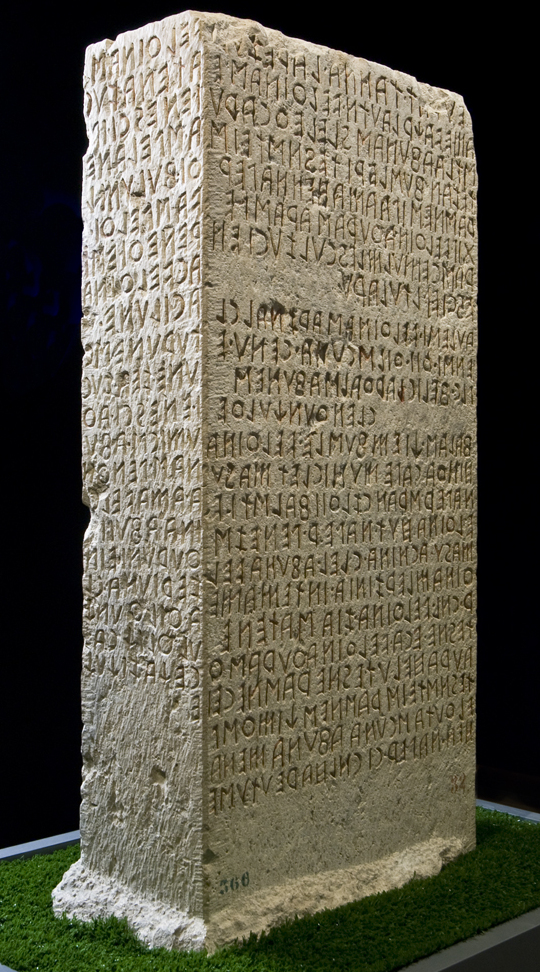
Cippus Perusinus. 前3–前2世纪，位于佩鲁贾附近的圣马可区。

目前已经发现的伊特拉斯坎铭文有大约13,000则，只有很少一部分长度较为显著。由公元前700至公元50年可证实，伊特拉斯坎语和其他语言的联系一直是一个长期的假设和研究的来源。据信伊特拉斯坎人讲前印歐語和古欧洲诸语言，可是多数人达成的共识表明伊特拉斯坎语只与第勒尼安语系其他成员相关。这个语系本身是一个孤立语系，与其他已知语系并没有直接关联。自Rix (1998)起，学术界广泛认可第勒尼安语系下的雷蒂亚语和利姆尼亚语与伊特拉斯坎语有关。